# ألبرت فان دن بيرغ
ألبرت فان دن بيرغ (بالهولندية: Albert van den Berg) (و. 1957 – م) هو فيزيائي، وأستاذ جامعي من مملكة الأراضي المنخفضة . ولد في زاندام .
وهو عضواً في الأكاديمية الملكية الهولندية للفنون والعلوم (منذ 2008) .

## التعليم
تعلم في University of Twente

## جوائز
حصل على جوائز منها:
- جائزة سبينوزا (2009).